# Mentiras en tiempos de guerra
Mentiras en tiempos de guerra (título original en inglés: Wartime Lies) es una novela del escritor estadounidense Louis Begley. Fue publicada en 1991 por el editor neoyorquino Alfred A. Knopf y fue el debut literario de Begley, que ya tenía 57 años, y posteriormente recibió numerosos premios, entre ellos el Premio PEN de la Fundación Hemingway y el Prix Médicis étranger. En 1994, Suhrkamp Verlag publicó la traducción al alemán, que recibió el premio Jeanette Schocken.
El narrador en primera persona de la novela es un niño judío polaco llamado Maciek, que experimenta la persecución de los judíos en la Polonia ocupada de 1937 a 1944. Tiene que esconderse con su tía e inventar constantemente nuevos camuflajes para no ser reconocido como judío y sobrevivir a la Segunda Guerra Mundial. Las experiencias dan forma a la vida futura del narrador. Begley, que también es polaco, procesó en la novela sus propias experiencias del Holocausto.

## Argumento
Maciek, el protagonista, nació en 1933 en la ciudad de T. Después de la muerte de su madre, es criado por su padre, un médico respetado, y su tía Tanja. Con el Anschluss y la amenaza inminente de la Alemania de Hitler, las primeras sombras caen sobre su infancia protegida en una familia judía. El ataque alemán a Polonia lleva a los abuelos a T., ocupada por los soviéticos. En el marco de la Operación Barbarroja las tropas alemanas también se trasladan a T. y confiscan su casa. Mientras el padre de Maciek es evacuado a la Unión Soviética, Maciek, su tía y sus abuelos se quedan en T. y sufren los primeros ataques antijudíos. Ahora le corresponde a Tanja garantizar la supervivencia de la familia llevándose bien con personas influyentes, primero con el abogado Bern, que milita en el Judenrat, y luego con el oficial alemán Reinhard, que la esconde en su apartamento. Cuando es descubierto, Reinhard mata a la abuela de Maciek y se suicida. Maciek y su tía se esconden en varios lugares destartalados llenos de alimañas.
Con documentos falsos conseguidos por un judío llamado Hertz que vive en la clandestinidad, llegan a Varsovia en 1943, haciéndose pasar como madre e hijo, donde localizan a su abuelo y ven desde lejos cómo es sofocado el levantamiento del gueto de Varsovia. Con el miedo constante de ser descubiertos, engañan a la viuda Pani Dumont, con quien se han mudado en régimen de subarrendamiento, con una serie de mentiras. Tanja se hace pasar por la viuda de un médico católico, mientras Maciek asiste a clases de catecismo y recibe su primera comunión con gran agonía de conciencia. Cuando el Alzamiento de Varsovia es reprimido en octubre de 1944, los ocupantes se vengan con brutales represalias contra la población civil. Una vez más, es la presencia de ánimo de Tanja lo que los salva a ambos. Si bien inicialmente se disfraza de anciana para evitar las violaciones, el día de la inminente deportación a Auschwitz asume el papel de la viuda de un médico acostumbrada a tener el control y que sólo acabó en el viaje de los deportados por oportunidad. Convence a un oficial alemán en la estación de tren para que le permita cambiar a un tren hacia R., al que abandona a mitad de camino.
Tanja y Maciek pasan los próximos meses en el pueblo polaco de Piasowe, que está tan lejos que hasta aquí no llegan noticias de Varsovia. Los agricultores no conocen la prohibición de acoger refugiados ni la posibilidad de chantajearlos. Maciek pastorea vacas y juega con los jóvenes del pueblo, mientras Tanja se dedica al comercio de aguardiente (el llamado “Bimber”). Después de recibir noticias del paradero de su abuelo, Tanja sale a buscarlo, pero regresa con la devastadora noticia de que ha sido traicionado y asesinado. Cuando se defienden de la intrusión del mayorista Pan Nowak, ya no están seguros en Piasowe y huyen a Kielce, donde experimentan la liberación por parte del Ejército Rojo en enero de 1945.
Incluso después del final de la Segunda Guerra Mundial, Maciek conserva su identidad encubierta no judía. En la Polonia liberada también se producen pogromos antisemitas como el de Kielce, pero Tanja y Maciek han aprendido la lección y se están adaptando. Ahora viven en Cracovia, donde el padre también regresa de Rusia con su nueva esposa. Hijo y padre no pueden hablar entre sí sobre los años de la guerra. En la escuela secundaria, Maciek tiene su primer amigo que lo protege, pero la amistad no puede durar porque Maciek siempre será imposible de rastrear bajo el nombre falso. A sus 50 años, el hombre que fue Maciek no soporta el recuerdo de su infancia y todavía sufre la vergüenza de haber sobrevivido.

## Antecedentes
Mentiras en tiempos de guerra se basa en los recuerdos de infancia de Louis Begley, quien -en aquel momento todavía con su nombre de nacimiento Ludwik Hilfer- vivió la guerra y la persecución de los judíos en Polonia y sólo sobrevivió gracias a felices coincidencias antes de que él,  cuando tenía 13 años y su familia, emigraran en 1947 de Polonia a los Estados Unidos. Sin embargo, el propio Begley enfatizó repetidamente el carácter novedoso del libro, que no es una autobiografía, por ejemplo en su ensayo básico Who the Novelist Really Is en el New York Times. Sus recuerdos del período de 1941 a 1944, que pasó al lado de su madre en escondites en constante cambio, son sólo selectivos y se limitan exclusivamente a las habitaciones interiores. El lapso de medio siglo desdibujó y cambió sus recuerdos, pero, en primer lugar, le permitió aceptar su infancia. En él recuerda a Christa Krüger al narrador de la novela: "Tuvo una infancia que no soportaba recordar; tuvo que inventar.
Begley, que siguió una carrera como abogado en Estados Unidos, dijo que no había escrito ningún cuento desde que estaba en la universidad. Sin embargo, siguió inventando historias de camino al trabajo. Finalmente, un día compró espontáneamente un ordenador portátil, se tomó una “licencia de formación” de tres meses y escribió una historia que hacía tiempo que había tomado forma en su cabeza: “Hace mucho tiempo que terminé mi historia, hace mucho que tenía Lo analicé y lo vi para todas las páginas”. Desde el 1 de agosto de 1989 trabajó en la novela durante unos buenos tres meses, primero en Long Island, luego en Venecia y Sevilla. Amigos y conocidos lo animaron a publicar la novela terminada. El agente de su esposa Anka Muhlstein lo remitió al editor Alfred A. Knopf, donde fue revisado por Elisabeth Sifton. La novela fue publicada en Estados Unidos en 1991 y tres años después en Alemania por Suhrkamp. El encuentro de Begley con el editor Siegfried Unseld dio lugar a una amistad duradera.
Después del éxito de Mentiras en tiempos de guerra, los críticos y lectores esperaban más novelas con la temática del Holocausto. Begley respondió: “¿Se puede esperar que un autor que alguna vez procesó en una novela experiencias con el Holocausto que tuvo cuando era un niño de siete a once años, permanezca apegado a este tema a partir de entonces? […] No lo creo." Como escritor, siempre bebe de sus propias experiencias. Según Christa Krüger, sus últimas novelas son más bien “testimonios de la asimilación de un inmigrante”. Sus protagonistas, que pertenecen a la clase alta de la costa este de Estados Unidos, tienen que lidiar con la humillación, el autoengaño y la mentira como el melancólico narrador del debut de Begley. El autor describió en un epílogo de la novela de 2004: "El hecho de que intenté lograr una honestidad fundamental en las mentiras en tiempos de guerra se aplica no sólo a esta, sino a todas mis novelas; siempre fue mi objetivo, por estética, si no por razones morales. […] Tenía una historia que contar que no era mentira.

## Recepción
Después de su publicación en 1991, Wartime Lies fue discutida en las principales páginas estadounidenses y celebrada como una “sensación literaria”. El New York Times incluyó la novela en su lista de los diez libros más importantes del año. La novela recibió el Premio PEN de la Fundación Hemingway y el Premio Internacional de Ficción Aer Lingus del Irish Times. La traducción francesa recibió el Prix Médicis étranger en 1992. En cuanto al contenido, la mayoría de las reseñas se centraron en la personalidad del autor y su silencio de 40 años sobre la historia de su infancia. Richard Eder, en un artículo de Los Angeles Times, elogió la perspectiva del niño, que ofrecía "una perspectiva inesperadamente nueva" sobre el horror del Holocausto. En el New York Review of Books, Janet Malcolm enfatizó el "tono apagado, casi mudo" de Begley, que parecía "como si las palabras quisieran atascarse en su garganta". Stanley Kubrick planeó una adaptación cinematográfica bajo el título Aryan Papers, pero abandonó el proyecto tras la publicación de La lista de Schindler.
La traducción al alemán recibió el premio Jeanette Schocken en 1995. Gert Heidenreich elogió en su discurso: "El libro no argumenta, convence con el poder de visualizar una estrategia de supervivencia". Muestra cuán fuerte es la destrucción incluso después de sobrevivir. León de Winter acusó a Begley de no ser capaz de ver una “línea divisoria entre ficción y realidad”. Mentiras en tiempos de guerra es un “libro desgarrador”, pero “con medios que van desde la mayor reducción hasta el sensacionalismo descarado”. Paul Ingendaay, por otra parte, lo justificó: “La supervivencia a través de mentiras puede entrar en el ámbito de la ficción literaria”. El autor no se liberó de su pasado con su novela, sino que "se expuso más allá del reconocimiento" al estilo de Max Frisch. Ruth Klüger resumió: “La excavación de una infancia enterrada y su utilización en un 'invento' ha sacado a la luz, evidentemente, a un novelista de primer nivel".
Una reseña del programa de televisión Das Literarisches Quartett en agosto de 1994 también contribuyó al éxito de ventas de la novela en el mundo de habla alemana. Marcel Reich-Ranicki elogió a Begley como un “reportero concienzudo” y un “cronista sobrio” que escribía con la pluma de un “narrador enérgico”. Esto hace que la novela sea “al mismo tiempo y a la vez: un documento contemporáneo único y una novela conmovedora”. La tirada inicial de 8.600 ejemplares aumentó a 44.000 ejemplares vendidos un mes después de la emisión del programa.  La novela permaneció en la lista de superventas de  Der Spiegel durante varios meses y alcanzó el puesto número 6 en diciembre de 1994.

## Adaptaciones cinematográficas
En 1976, el director Stanley Kubrick se acercó a Isaac Bashevis Singer, ganador del Premio Nobel de Literatura de 1978, para que escribiera un guion sobre el Holocausto; él se negó diciendo: "No sé nada al respecto". El proyecto quedó en suspenso hasta la publicación del libro de Begley en 1991. A principios de la década de 1990, Kubrick pidió a su cuñado y productor Jan Harlan que adquiriera los derechos de la novela de Louis Begley". En 1993 Warner Brothers dio luz verde a la película bajo el título "Aryan Papers", con guion escrito por Kubrick. Kubrick Envió a Harlan con Franz Bauer, el diseñador de producción de Heimat de Edgar Reitz, a buscar localizaciones en Polonia, Hungría, Eslovaquia y Dinamarca. Contrató a Barbara Baum como diseñadora de vestuario. Se le propuso a Uma Thurman interpretar el papel principal. Warner anunció que estrenaría la película en los cines en Navidad de 1994. Cuando se supo que la película de Steven Spielberg, La lista de Schindler, con una temática similar, sería una competidora en taquilla en el momento de su estreno, el proyecto se detuvo cuando ya se habían elegido muchos papeles: Joseph Mazzello como el sobrino, Johanna ter Steege en el papel principal, Elemér Ragályi designado como director de fotografía. Full Metal Jacket, la anterior película de Kubrick, ya había sufrido el éxito de Platoon, de Oliver Stone, estrenada un año antes. Para no cometer dos veces el mismo error, Kubrick y Terry Semer, codirector de Warner, decidieron entonces dejar de lado el proyecto. Kubrick nunca lo retomaría. Independientemente de estas circunstancias, Christiane Kubrick, la esposa de Kubrick, comentó que trabajar en la película había sido una carga enorme para su marido, dejándolo en un estado emocional muy deprimido.
En 2005, William Monahan fue contratado para adaptar Wartime Lies para Warner Independent Pictures en cooperación con John Wells Productions.
En 2020, se informó que Luca Guadagnino esperaba dirigir una película basada en la novela, y que había examinado los documentos de Kubrick sobre el proyecto, conservados en el Archivo Stanley Kubrick de la Universidad de las Artes de Londres.